# Konrad Lorenz
Konrad Zacharias Lorenz (7 tháng 11 năm 1903 – 27 tháng 2 năm 1989) là một nhà động vật học, nhà nghiên cứu tập tính học và điểu học. Ông giành giải Nobel Sinh lý học và Y khoa cùng với Nikolaas Tinbergen và Karl von Frisch. Ông thường được coi là một trong những người sáng lập môn tập tính học hiện đại, phát triển một phương pháp bắt đầu với thế hệ trước đó, bao gồm cả người thầy của ông, Oskar Heinroth.

## Tác phẩm
Lorenz's best-known books are King Solomon's Ring and On Aggression, both written for a popular audience. His scientific work appeared mainly in journal articles, written in German; it became widely known to English-speaking scientists through its description in Tinbergen's 1951 book The Study of Instinct, though many of his papers were later published in English translation in the two volumes titled Studies in Animal and Human Behavior.
- King Solomon's Ring (1949) (Er redete mit dem Vieh, den Vögeln und den Fischen, 1949)
- Man Meets Dog (1950) (So kam der Mensch auf den Hund, 1950)
- Evolution and Modification of Behaviour (1965)
- On Aggression (1966) (Das sogenannte Böse. Zur Naturgeschichte der Agression, 1963)
- Studies in Animal and Human Behavior, Volume I (1970)
- Studies in Animal and Human Behavior, Volume II (1971)
- Motivation of Human and Animal Behavior: An Ethological View. With Paul Leyhausen (1973). New York: D. Van Nostrand Co. ISBN 0-442-24886-5
- Behind the Mirror: A Search for a Natural History of Human Knowledge (1973) (Die Rückseite des Spiegels. Versuch einer Naturgeschichte menschlichen Erkennens, 1973)
- Civilized Man's Eight Deadly Sins (1974) (Die acht Todsünden der zivilisierten Menschheit, 1973)
- The Year of the Greylag Goose (1979) (Das Jahr der Graugans, 1979)
- The Foundations of Ethology (1982)
- The Waning of Humaneness (1987) (Der Abbau des Menschlichen, 1983)
- Here I Am – Where Are You? – A Lifetime's Study of the Uncannily Human Behaviour of the Greylag Goose. (1988). Translated by Robert D. Martin from Hier bin ich – wo bist du?.
- The Natural Science of the Human Species: An Introduction to Comparative Behavioral Research – The Russian Manuscript (1944–1948) (1995)